# Rilo Kiley
Rilo Kiley var ett indierockband från USA med Jenny Lewis i spetsen. Det bildades 1998 i Los Angeles.
Jenny Lewis har nu en solokarriär och är medlem i Jenny & Johnny tillsammans med Johnathan Rice. Blake Sennett och Jason Boesel är medlemmar i The Elected.

## Bandmedlemmar
- Jenny Lewis (f. Jenifer Diane Lewis 8 januari 1976 i Las Vegas, Nevada) - sång, keyboard, gitarr (1998-2011)
- Blake Sennett (f. 22 september 1976 - gitarr, sång (1998-2011)
- Pierre de Reeder - bas, gitarr, keyboard, sång (1998-2011)
- Dave Rock - trummor (1998-2001)
- Jason Boesel -  trummor (2001-2011)

## Diskografi
Studioalbum
- 2001 – Take-Offs and Landings
- 2002 – The Execution of All Things
- 2004 – More Adventurous
- 2007 – Under the Blacklight
- 2013 – Rkives

EP
- 1999 - The Initial Friend
- 2004 - Live at Fingerprints

Singlar
- 2002 - Science vs. Romance
- 2003 - The Execution of All Things
- 2005 - Portions for Foxes
- 2005 - It's a Hit
- 2005 - I Never
- 2007 - Silver Lining
- 2007 - The Moneymaker
- 2007 - Breakin' Up